# Нуралиев, Абдусаттор Нуралиевич
Абдусаттор Нуралиевич Нуралиев (22 августа 1941, с. Кушрабад, Самаркандская область, Узбекская ССР — 20 марта 2020, г. Душанбе, Республика Таджикистан) — советский филолог, доктор филологических наук (1998), профессор (2001). Отличник образования Республики Таджикистан (1998). Отличник печати Республики Таджикистан (2000).Член Союза журналистов Таджикистана. Член УМО Министерства образования СССР по специальности «Журналистика» (1978—1991), Зав. кафедрой журналистики Российско-Таджикского (славянского) университета (2002—2013), Почетный работник высшего профессинального образования Российской Федерации (2011), Председатель Общества дружбы «Таджикистан-Казахстан». Главный представитель Союза писателей народов мира (который открылся в Казахстане 2014 году официальный сайт akgo.org) в Таджикистане.

## Биография
- 1968 — окончил Казахский государственный университет;
- В 1968—2002 годы — преподаватель, ст. преподаватель, доцент, зам. декана филологического факультета, декан факультета журналистики и перевода, заведующий кафедрой печати (1996—1999), зарубежной журналистики и литературы (1999—2002) ТГНУ;
- С 2002 года — заведующий кафедрой журналистики, кафедры истории, теории журналистики и электронных СМИ Российско-Таджикского (славянского) университета;
- С 2013 года — профессор кафедры истории, теории журналистики и электронных СМИ Российско-Таджикского (славянского) университета.

С 2014 года — главный представитель Союза писателей народов мира (который открылся в Казахстане 2014 году официальный сайт akgo.org) в Таджикистане.

## Научная и творческая деятельность
Автор более 200 научных, научно-популярных работ, в том числе 14 монографий и учебных пособий по проблемам журналистики и литературных взаимосвязей народов. Участник ряда международных и региональных конференций: «Проблемы подготовки и переподготовки журналистских кадров в вузах стран Центральной Азии» (ЮНЕСКО, Алматы, 1994);
- «Подготовка журналистских кадров в Кыргызстане по системе непрерывного обучения» (Бишкек, 2002);
- «Заключительная конференция по закрытию программы „RIAP“ Бритиш консул» (Киев, 2004);
- «Совершенствование законов о СМИ в странах СНГ» (Москва, 2004);
- «Международное гуманитарное право и освещение проблем в СМИ» (Москва, 2001);
- Междунар. симпозиум «Информационные агентства в борьбе за мир» (Тегеран, 2003).
- Проблемы и перспективы журналистского образования в Таджикистане в свете нового стандарта ВПО (Бишкек — Вена 2009)[1]

## Основные публикации
- Абай и Таджикская литература. — Душанбе, 1995;
- История журналистики зарубежных стран. — Душанбе, 2001; 2014;
- Казахско-таджикские литературные связи. — Алматы, 2001;
- Правовые основы журналистики. — Душанбе, 2005;
- Информационные жанры печати. — Душанбе, 2005;
- Таджикско-Казахские литературные взаимосвязи. — Душанбе, 2011;
- Журналистика Стран Америки. — Душанбе, 2013;
- История Русской журналистики XVIII в. — Душанбе, 2014.